# Douglas Joseph Warren
Douglas Joseph Warren (*  21. März 1919 in Canowindra; † 6. Februar 2013) war Bischof von Wilcannia-Forbes. 

## Leben
Douglas Joseph Warren wurde am 20. Dezember 1942 von Pietro Kardinal Fumasoni Biondi zum Priester der Diözese Wilcannia-Forbes geweiht. Er wurde zum Doctor of Divinity (DD) promoviert. Er war Generalvikar der Diözese Wilcannia-Forbes.
Warren wurde am 16. Juni 1964 durch Papst Paul VI. zum Weihbischof in Wilcannia-Forbes sowie zum Titularbischof von Aquae Novae in Numidia ernannt. Der Erzbischof von Sydney Norman Thomas Kardinal Gilroy weihte ihn am 27. Juli desselben Jahres zum Bischof; Mitkonsekratoren waren Bernard Denis Stewart, Bischof von Sandhurst, und Bryan Gallagher, Bischof von Port Pirie. 
Papst Paul VI. ernannte ihn am 26. September 1967 zum Bischof von Wilcannia-Forbes. Am 30. März 1994 nahm Papst Johannes Paul II. seinen altersbedingten Rücktritt an.
Zum Zeitpunkt seines Todes war er der älteste katholische Bischof in Australien.